# Генрих II (граф Гольштейн-Рендсбурга)
Генрих II Железный (нем. Heinrich II. von Holstein-Rendsburg, der Eiserne; ок. 1317 — ок. 1384) — граф Гольштейн-Рендсбурга с 1340 года.
Старший сын Герхарда III и Софии фон Верль. Правил вместе с младшим братом Николаем (ум. 1397). Также у него в залоге был Южный Шлезвиг.
Полководец, предводитель отряда наёмников, состоял на английской и шведской службе.
С 1367 года командующий флотом Кёльнской конфедерации Ганзы, в 1368 году захватил и разграбил Копенгаген.
В 1375 году после смерти бездетного шлезвигского герцога Генриха присоединил к своим владениям Готторп и Нойхаус (Burg Niehuus).

## Семья
Генрих II был женат дважды.
Первая жена — Мехтильда (ум. 1365), дочь Бернхарда V цур Липпе.
Вторая жена (1366) — Ингеборга (ум. ок. 1398), дочь Альбрехта II Мекленбург-Шверинского. От неё дети:
- Герхард VI
- Альбрехт II
- Генрих III (ум. 1421), епископ Оснабрюка (как Генрих I)
- София (1375—1450) — жена Богуслава VIII Поммерн-Штаргардского.